# Sphaerosyllis dubiosa
Sphaerosyllis dubiosa är en ringmaskart som beskrevs av Hartmann-Schröder 1962. Sphaerosyllis dubiosa ingår i släktet Sphaerosyllis och familjen Syllidae. Inga underarter finns listade i Catalogue of Life.